# TSMC
Taiwan Semiconductor Manufacturing Company Limited (TSMC; también llamada Taiwan Semiconductor) es una empresa multinacional taiwanesa de fabricación y diseño de semiconductores por contrato. Es la compañía de semiconductores más valiosa del mundo, la fundición de semiconductores independiente dedicada (juego puro) más grande del mundo, y una de las compañías más grandes de Taiwán, con su sede y operaciones principales ubicadas en el Parque de las Ciencias de Hsinchu en Hsinchu. Es propiedad mayoritaria de inversionistas extranjeros.
Fundada en Taiwán en 1987 por Morris Chang, TSMC fue la primera fundición dedicada a semiconductores del mundo y ha sido durante mucho tiempo la empresa líder en su campo. Cuando Chang se retiró en 2018, después de 31 años de liderazgo en TSMC, Mark Liu fue elegido presidente y CC Wei en director ejecutivo. Ha cotizado en la Bolsa de Valores de Taiwán (TWSE: 2330) desde 1993; en 1997 se convirtió en la primera empresa taiwanesa en cotizar en la Bolsa de Valores de Nueva York (NYSE: TSM). Desde 1994, TSMC ha tenido una tasa de crecimiento anual compuesta (CAGR) del 17.4 % en ingresos y una CAGR del 16.1 % en ganancias.
La mayoría de las principales empresas de semiconductores sin fábrica, como AMD, Apple, ARM, Broadcom, Marvell, MediaTek, Qualcomm y Nvidia, son clientes de TSMC, al igual que empresas emergentes como Allwinner Technology, HiSilicon, Spectra7 y UNISOC. Las principales empresas de dispositivos lógicos programables, Xilinx y anteriormente Altera, también utilizan o utilizan los servicios de fundición de TSMC. Algunos fabricantes de dispositivos integrados que tienen sus propias instalaciones de fabricación, como Intel, NXP, STMicroelectronics y Texas Instruments, externalizan parte de su producción a TSMC. Al menos una empresa de semiconductores, LSI, revende obleas TSMC a través de sus servicios de diseño ASIC y cartera de IP de diseño.
TSMC tiene una capacidad global de unos trece millones de obleas equivalentes a 300 mm por año a partir de 2020 y fabrica chips para clientes con nodos de proceso de 2 micras a 3 nanómetros. TSMC es la primera fundición en proporcionar capacidades de producción de 7, 5 y 3 nanómetros (utilizadas por Apple A14 y M1 SoC 2020, así como MediaTek Dimensity 8100), y la primera en comercializar tecnología de litografía ultravioleta extrema (EUV) en alta volumen.

## Historia
En 1986, el Sr. Li Kwoh-ting, en representación del Yuan Ejecutivo, invitó a Morris Chang a ocupar el cargo de presidente del ITRI. En ese momento, el gobierno de Taiwán quería desarrollar la industria de semiconductores, pero el monto de la inversión era demasiado grande y el riesgo era demasiado alto, por lo que nadie estaba dispuesto a invertir. En esta situación, solo Philips estaba dispuesta a firmar un contrato de empresa conjunta con Taiwán para invertir el 27.5 % del capital de TSMC.
La empresa ha estado aumentando y mejorando su capacidad de fabricación durante la mayor parte de su existencia, aunque influenciada por los ciclos de demanda de la industria de los semiconductores. En 2011, la empresa planeó aumentar los gastos de investigación y desarrollo en casi un 39 % a NT$ 50 000 millones para defenderse de la creciente competencia. La compañía también planeó expandir la capacidad en un 30 % en 2011 para satisfacer la fuerte demanda del mercado. En mayo de 2014, la junta directiva de TSMC aprobó asignaciones de capital de US$568 millones para establecer, convertir y mejorar la capacidad de tecnología avanzada luego de que la compañía pronosticara una demanda superior a la esperada. En agosto de 2014, la junta directiva de TSMC aprobó asignaciones de capital adicionales por valor de 3,050 millones de USD.
En 2011, se informó que TSMC había comenzado la producción de prueba de los SoC A5 y A6 para los dispositivos iPad y iPhone de Apple. Según los informes, a partir de mayo de 2014, Apple obtiene sus nuevos SoC A8 y A8X de TSMC y luego obtuvo el SoC A9 con TSMC y Samsung (para aumentar el volumen para el lanzamiento del iPhone 6S) con el A9X está fabricado exclusivamente por TSMC, resolviendo así el problema de obtener un chip en dos tamaños de microarquitectura diferentes. Apple se ha convertido en el cliente más importante de TSMC.
En octubre de 2014, ARM y TSMC anunciaron un nuevo acuerdo plurianual para el desarrollo de procesadores FinFET de 10 nm basados en ARM.
En 2020, TSMC se convirtió en la primera empresa de semiconductores del mundo en inscribirse en RE100, comprometiéndose a utilizar energía 100 % renovable para 2050. TSMC representa aproximadamente el 5 % del consumo de energía en Taiwán, superando el de la capital, Taipei. Por lo tanto, se esperaba que esta iniciativa acelerara la transformación a energías renovables en el país.
Los resultados de TSMC para 2020 fueron ingresos netos de 17,600 millones de USD sobre ingresos consolidados de 45,510 millones de USD, que aumentaron un 57.5 % y un 31.4 % respectivamente desde el nivel de 2019 de 11,180 millones de USD de ingresos netos y 34,630 millones de USD de ingresos consolidados. Su capitalización de mercado superó los $ 550 mil millones en abril de 2021.
Los ingresos de TSMC en el primer trimestre de 2020 alcanzaron los 10,000 millones de dólares, mientras que su capitalización de mercado fue de 254,000 millones de dólares. La capitalización de mercado de TSMC alcanzó un valor de NT$1,9 billones (US$63.4 mil millones) en diciembre de 2010. Ocupó el puesto 70 en la lista FT Global 500 2013 de las empresas más valoradas del mundo con una capitalización de 86,700 millones de dólares estadounidenses, mientras alcanzaba los 110,000 millones de dólares estadounidenses en mayo de 2014. En marzo de 2017, la capitalización de mercado de TSMC superó la del gigante de los semiconductores Intel por primera vez, alcanzando los NT$5.14 billones (US$168.4 mil millones), con la de Intel en US$165.7 mil millones. El 27 de junio de 2020, TSMC se convirtió brevemente en la décima empresa más valiosa del mundo, con una capitalización de mercado de 410,000 millones de dólares estadounidenses.
En julio de 2020, TSMC confirmó que detendría el envío de obleas de silicio al fabricante chino de equipos de telecomunicaciones Huawei y su subsidiaria HiSilicon antes del 14 de septiembre.
A medida que aumenta el riesgo de una guerra entre Taiwán y la República Popular China, TSMC y sus inversores han explorado opciones para mitigar las consecuencias de tal evento. Desde principios de la década de 2020, TSMC ha expandido sus operaciones fuera de la isla de Taiwán, abriendo nuevas fábricas en Japón y Estados Unidos, con planes adicionales de expansión a Alemania.
En noviembre de 2020, los funcionarios de Phoenix, Arizona, en los Estados Unidos, aprobaron el plan de TSMC para construir una planta de chips de $12 mil millones en la ciudad. La decisión de ubicar una planta en los EE. UU. se produjo después de que la administración Trump advirtiera sobre los problemas relacionados con la electrónica mundial fabricada fuera de los EE. UU En 2021, los informes noticiosos afirmaron que la instalación podría triplicarse a aproximadamente una inversión de $ 35 mil millones con seis fábricas.
Después de casi un año de controversia pública en torno a la escasez de la vacuna COVID-19, con solo alrededor del 10 % de su población de 23.5 millones vacunada; en junio de 2021, Taiwán acordó permitir que TSMC y Foxconn negocien conjuntamente la compra de vacunas COVID-19 en su nombre. En julio de 2021, el agente de ventas chino de BioNTech, Fosun Pharma, anunció que los dos fabricantes de tecnología habían llegado a un acuerdo para comprar 10 millones de vacunas BioNTech COVID-19 de Alemania para Taiwán. TSMC y Foxconn se comprometieron a comprar cada uno cinco millones de dosis por hasta $175 millones, para donar al programa de vacunación de Taiwán.
Debido a la escasez mundial de semiconductores de 2020-2022, United Microelectronics aumentó los precios aproximadamente entre un 7 % y un 9 %, y los precios de los procesadores más maduros de TSMC aumentarán alrededor de un 20 %.
En noviembre de 2021, TSMC y Sony anunciaron que TSMC establecería una nueva subsidiaria llamada Japan Advanced Semiconductor Manufacturing (JASM) en Kumamoto, Japón. La nueva filial fabricará procesos de 22 y 28 nanómetros. La inversión inicial será de aproximadamente $ 7 mil millones, con Sony invirtiendo aproximadamente $ 500 millones por una participación de menos del 20 %. Se espera que la construcción de la planta de fabricación comience en 2022, y se prevé que la producción comience dos años después, en 2024.
En febrero de 2022, TSMC, Sony Semiconductor Solutions y Denso anunciaron que Denso tendría una participación accionaria de más del 10 % en JASM con una inversión de 350 millones de USD, en medio de la escasez de chips para automóviles. TSMC también mejorará las capacidades de JASM con la tecnología de proceso FinFET de 12/16 nanómetros además del proceso de 22/28 nanómetros anunciado anteriormente y aumentará la capacidad de producción mensual de 45,000 a 55,000 obleas de 12 pulgadas. El gasto de capital total para la fábrica de Kumamoto de JASM se estima en aproximadamente US $ 8.6 mil millones. El gobierno japonés quiere que JASM suministre chips esenciales a los fabricantes de dispositivos electrónicos y compañías automotrices de Japón, ya que las fricciones comerciales entre Estados Unidos y China amenazan con interrumpir las cadenas de suministro. Se espera que la fábrica cree directamente unos 1.700 puestos de trabajo profesionales de alta tecnología.
En julio de 2022, TSMC anunció que la empresa había registrado un beneficio récord en el segundo trimestre, con un aumento del 76.4 % en los ingresos netos año tras año. La empresa experimentó un crecimiento constante en los sectores automotriz y de centros de datos con cierta debilidad en el mercado de consumo. Se prevé que algunos de los gastos de capital se prolonguen hasta 2023.
En el tercer trimestre de 2022, Berkshire Hathaway anunció la compra de 60 millones de acciones en TSMC, adquiriendo una participación de $4.1 mil millones de participación, lo que la convierte en una de sus mayores participaciones en una empresa de tecnología.
En diciembre de 2022, TSMC anunció sus planes de triplicar su inversión en las plantas de Arizona. Todo el asunto sobre la construcción de esas plantas y la inversión de TSMC en ellas se produjo como la respuesta de EE. UU. a las crecientes tensiones con China y la interrupción de la cadena de suministro que ha provocado la escasez de chips.

### Disputa de patente con GlobalFoundries
El 26 de agosto de 2019, GlobalFoundries presentó varias demandas por infracción de patentes contra TSMC en los EE. UU. y Alemania alegando que TSMC's 7 nm, 10 nm, 12 nm, 16 nm, y 28 nm nodos infringieron 16 de sus patentes. GlobalFoundries nombró a veinte acusados. TSMC dijo que confiaba en que las acusaciones no tenían fundamento.
El 1 de octubre de 2019, TSMC presentó demandas por infracción de patente contra GlobalFoundries en EE. UU., Alemania y Singapur, alegando que los nodos de 12 nm, 14 nm, 22 nm, 28 nm y 40 nm de GlobalFoundries infringieron 25 de sus patentes.
El 29 de octubre de 2019, TSMC y GlobalFoundries anunciaron una resolución a la disputa, acordando una licencia cruzada de vida de patentes para todas sus patentes de semiconductores existentes y nuevas patentes durante los próximos 10 años.

### Ventas y tendencias del mercado.
| 1997    | 1998      | 1999      | 2000      | 2001      | 2002      | 2003    | 2004    | 2005    | 2006    |
| ------- | --------- | --------- | --------- | --------- | --------- | ------- | ------- | ------- | ------- |
| 43,927  | 50.422    | 73,067    | 166,189   | 125,881   | 162,301   | 202,997 | 257,213 | 266,565 | 317,407 |
| 2007    | 2008      | 2009      | 2010      | 2011      | 2012      | 2013    | 2014    | 2015    | 2016    |
| 322,631 | 333,158   | 295,742   | 419,538   | 427,081   | 506,754   | 597,024 | 762,806 | 843,497 | 947,938 |
| 2017    | 2018      | 2019      | 2020      | 2021      | 2022      |         |         |         |         |
| 977,477 | 1,031,474 | 1,069,985 | 1,339,255 | 1,587,415 | 2,263,889 |         |         |         |         |

| Año  | Q1      | Q2      | Q3      | Q4      |
| ---- | ------- | ------- | ------- | ------- |
| 2012 | 105,615 | 128,186 | 141,499 | 131,445 |
| 2013 | 132,755 | 155,886 | 162,577 | 145,806 |
| 2014 | 148,215 | 183,020 | 209,050 | 222,520 |
| 2015 | 222,034 | 205,440 | 212,505 | 203,518 |
| 2016 | 203,495 | 221,810 | 260.406 | 262,227 |
| 2017 | 233,914 | 213,855 | 252,107 | 277,570 |
| 2018 | 248,079 | 233,276 | 260,348 | 289,771 |
| 2019 | 218,704 | 240,999 | 293,045 | 317,237 |
| 2020 | 310,597 | 310,699 | 356,426 | 361,533 |
| 2021 | 362,410 | 372,145 | 414,671 | 438,189 |
| 2022 | 491,076 | 534,141 | 613,142 | 625,532 |

TSMC y el resto de la industria de la fundición están expuestos a la dinámica industrial cíclica de la industria de los semiconductores. TSMC debe garantizar su capacidad de producción para satisfacer la fuerte demanda de los clientes durante las repuntes. Sin embargo, durante las recesiones, debe lidiar con el exceso de capacidad debido a la débil demanda y los altos costos fijos asociados con sus instalaciones de fabricación. Como resultado, los resultados financieros de la empresa tienden a fluctuar en un ciclo de unos pocos años. Esto es más evidente en las ganancias que en los ingresos debido a la tendencia general de crecimiento de los ingresos y la capacidad. El negocio de TSMC generalmente también ha sido estacional, con un pico en el tercer trimestre y un mínimo en el primer trimestre.
En 2014, TSMC estuvo a la vanguardia de la industria de fundición para aplicaciones de bajo consumo y alto rendimiento, empresas líderes de chips para teléfonos inteligentes como Qualcomm, Mediatek y Apple para realizar una cantidad cada vez mayor de pedidos. Si bien los competidores en la industria de la fundición (principalmente GlobalFoundries y United Microelectronics Corporation) han tenido dificultades para impulsar la tecnología de punta 28 nm, los principales fabricantes de dispositivos integrados, como Samsung e Intel, que buscan ofrecer capacidad de fundición a terceros, tampoco pudieron cumplir con los requisitos de las aplicaciones móviles avanzadas.
Durante la mayor parte de 2014, TSMC vio un aumento continuo en los ingresos debido a una mayor demanda, principalmente debido a chips para aplicaciones de teléfonos inteligentes. TSMC elevó su orientación financiera en marzo de 2014 y publicó resultados del primer trimestre 'fuertes fuera de temporada'. En el segundo trimestre de 2014, los ingresos ascendieron a NT$183,000 millones, y el negocio de tecnología de 28 nm creció más del 30 % con respecto al trimestre anterior. Los plazos de entrega de los pedidos de chips en TSMC aumentaron debido a una situación de capacidad limitada, lo que puso a las empresas de chips sin fábrica en riesgo de no cumplir con sus expectativas de ventas o calendarios de envío, y en agosto de 2014 se informó que la capacidad de producción de TSMC para el cuarto trimestre de 2014 ya estaba casi completo, un escenario que no había ocurrido durante muchos años, que se describió como debido a un efecto dominó debido a que TSMC recibió pedidos de CPU de Apple.
Sin embargo, las ventas mensuales de 2014 alcanzaron su punto máximo en octubre, disminuyendo un 10 % en noviembre debido a las cautelosas acciones de ajuste de inventario realizadas por algunos de sus clientes. Los ingresos de TSMC para 2014 experimentaron un crecimiento del 28 % con respecto al año anterior, mientras que TSMC pronosticó que los ingresos para 2015 crecerían entre un 15 y un 20 % con respecto a 2014, gracias a la fuerte demanda de su proceso de 20 nm, la nueva tecnología de proceso FinFET de 16 nm y demanda continua de 28 nm y demanda de fabricación de chips menos avanzados en sus fábricas de 200 mm.

## Tecnologías

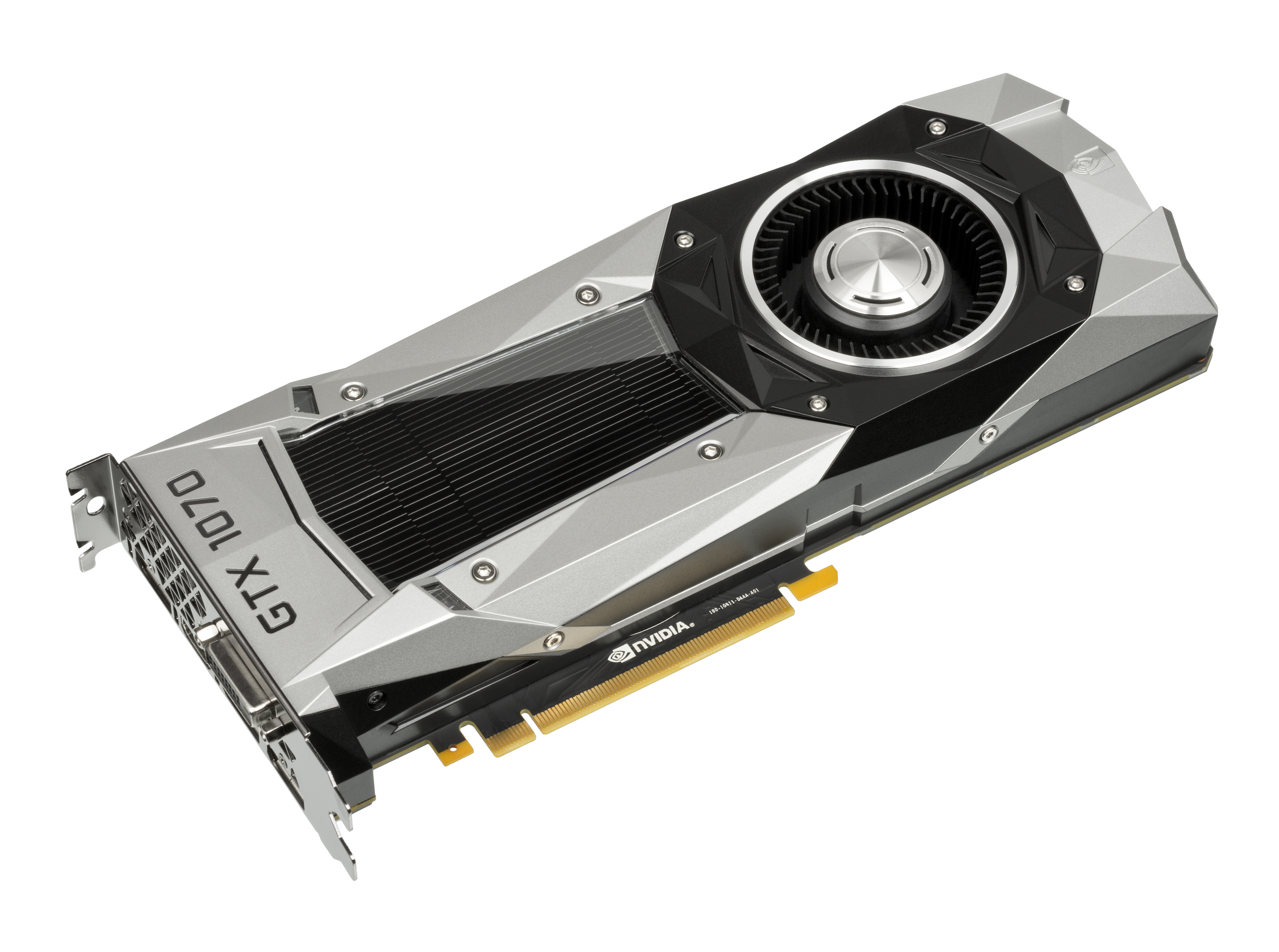
La NVIDIA GeForce GTX 1070, que utiliza el chip GP104 fabricado por TSMC en su nodo de 16 nm

El N7+ de TSMC es el primer proceso litográfico de ultravioleta extremo disponible comercialmente en la industria de los semiconductores. Utiliza patrones ultravioleta y permite implementar circuitos más agudos en el silicio. N7+ ofrece una densidad de transistor 15-20 % más alta y una reducción del 10 % en el consumo de energía que la tecnología anterior. El N7 logró el tiempo de comercialización de volumen más rápido de la historia, más rápido que 10 nm y 16 nm La iteración N5 duplica la densidad del transistor y mejora el rendimiento en un 15 % adicional.

## Capacidades de producción
En obleas de 300 mm, TSMC tiene litografía de silicio en tamaños de nodo:
- 0.13 μm (opciones: uso general (G), bajo consumo (LP), bajo voltaje (LV) de alto rendimiento).
- 90 nm (basado en 80GC del cuarto trimestre de 2006),
- 65 nm (opciones: uso general (GP), bajo consumo (LP), consumo ultrabajo (ULP), LPG).
- 55 nm (opciones: uso general (GP), bajo consumo (LP)).
- 40 nm (opciones: uso general (GP), bajo consumo (LP), consumo ultrabajo (ULP)).[85]
- 28 nm (opciones: alto rendimiento (HP), móvil de alto rendimiento (HPM), computación de alto rendimeinto (HPC), bajo consumo de alto rendimiento (HPL), bajo consumo (LP), computación de alto rendimiento Plus ( HPC+), potencia ultrabaja (ULP)) con HKMG.[86]
- 22 nm (opciones: potencia ultrabaja (ULP), fuga ultrabaja (ULL))[87]
- 20 nm[88]
- 16 nm (opciones: FinFET (FF), FinFET Plus (FF+), FinFET Compact (FFC))[89]
- 12 nm (opciones: FinFET Compact (FFC), FinFET NVIDIA (FFN)), versión mejorada del proceso de 16 nm.[90]
- 10 nm (opciones: FinFET (FF))[91]
- 7 nm (opciones: FinFET (FF), FinFET Plus (FF+), FinFET Pro (FFP), informática de alto rendimiento (HPC))[92]
- 6 nm (opciones: FinFET (FF)), producción de riesgo a partir del primer trimestre de 2020, versión mejorada del proceso de 7 nm.[93]
- 5 nm (opciones: FinFET (FF)).
- 4 nm (opciones: FinFET (FF)). producción de riesgo a partir de 2021, versión mejorada del proceso de 5 nm.

También ofrece servicios de atención al cliente de " diseño para la fabricación" (DFM).
En las publicaciones de prensa, a menudo se hará referencia a estos procesos, por ejemplo, para la variante móvil, simplemente por 7 nmFinFET o incluso más brevemente por 7FF.
TSMC está anunciando a principios de 2019 N7+, N7 y N6 como sus tecnologías de vanguardia, y anunció su intención de agregar un 3 nanómetro (3 nm) nodo semiconductor en producción comercial para 2022. El proceso de 3 nm de TSMC seguirá utilizando la tecnología FinFET (transistor de efecto de campo de aleta).
A partir de junio de 2020, TSMC es el fabricante seleccionado para la producción de los procesadores ARM de 5 nanómetros de Apple, ya que "la compañía planea hacer la transición de toda la línea Mac a sus procesadores basados en Arm, incluidas las computadoras de escritorio más caras".
En julio de 2020, TSMC firmó un acuerdo de 20 años con Ørsted para comprar toda la producción de dos parques eólicos marinos en desarrollo frente a la costa oeste de Taiwán. En el momento de su firma, era el pedido corporativo de energía verde más grande del mundo jamás realizado.
En julio de 2021, se informó que tanto Apple como Intel estaban probando sus diseños de chips patentados con la producción de 3 nm de TSMC.

## Instalaciones

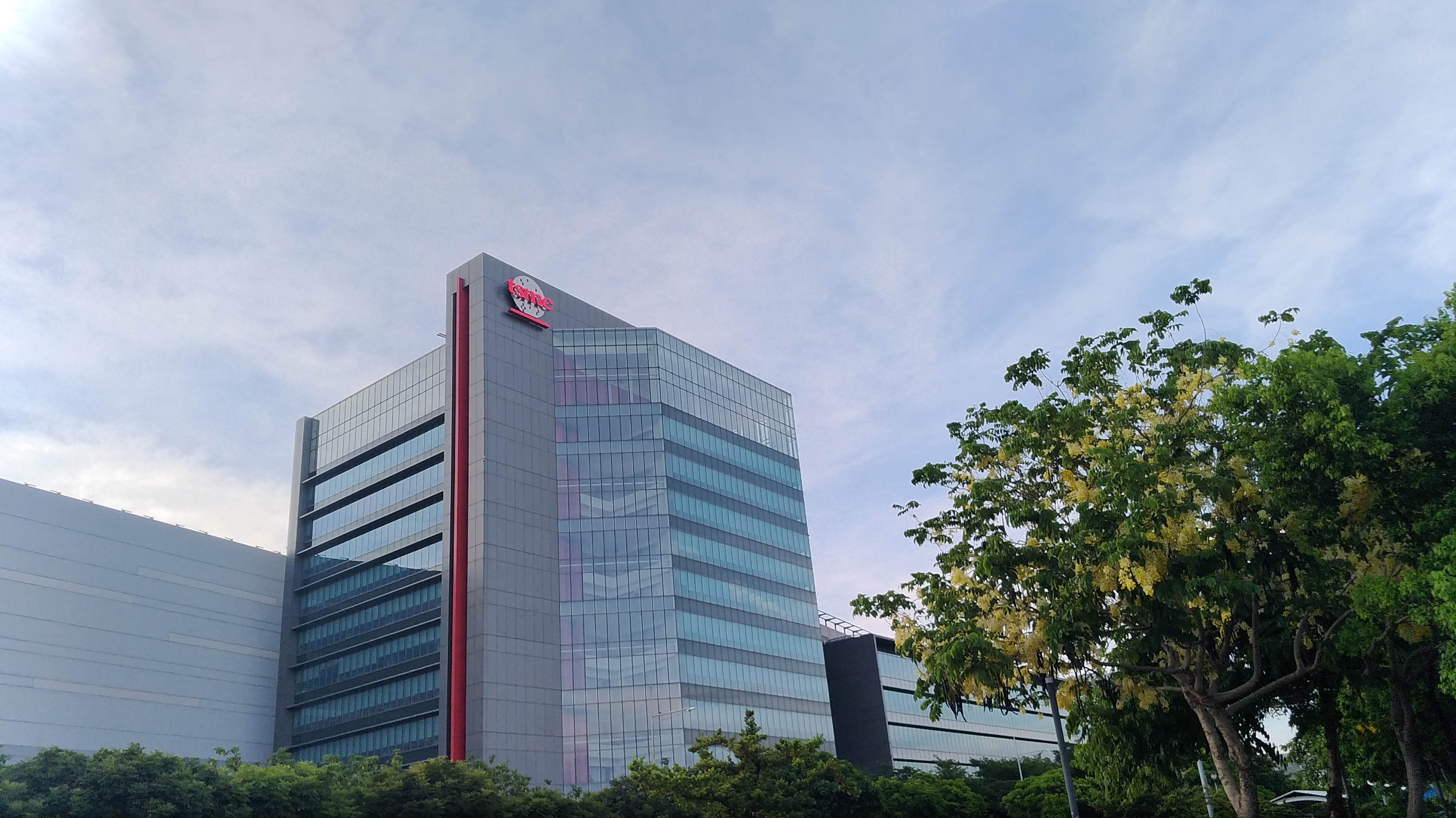
Fábrica 15 de TSMC ubicado en Taichung

Además de su principal base de operaciones en Hsinchu, en el norte de Taiwán, donde se encuentran varias de sus instalaciones fab, también cuenta con fábricas de vanguardia en el sur y el centro de Taiwán, con otras fábricas ubicadas en sus subsidiarias TSMC China en Shanghái, China. WaferTech en el estado de Washington, Estados Unidos y SSMC en Singapur, la Joint Venture ESMC en Alemania y tiene oficinas en China, Europa, India, Japón, América del Norte y Corea del Sur.
Las siguientes fábricas estaban en funcionamiento en 2020:
- Cuatro "GIGAFAB" de 300 mm en funcionamiento en Taiwán: Fab 12 (Hsinchu), 14 (Tainan), 15 (Taichung), 18 (Tainan)
- Cuatro fábricas de obleas de 200 mm en pleno funcionamiento en Taiwán: Fab 3, 5, 8 (Hsinchu), 6 (Tainan)
- TSMC China Company Limited, 200 mm: Fab 10 (Shanghái)
- TSMC Nanjing Company Limited, 300 mm: Fab 16 (Nankín)
- WaferTech LLC, subsidiaria estadounidense de propiedad total de TSMC, una empresa de 200 mm fab: Fab 11 (Camas, Washington)
- SSMC (Systems on Silicon Manufacturing Co.), una empresa conjunta con NXP Semiconductors en Singapur, 200 mm, donde la producción comenzó a finales de 2002
- Una fábrica de obleas de 150 mm en pleno funcionamiento en Taiwán: Fab 2 (Hsinchu)

Fábrica parcialmente en línea a partir de 2021:
- 18 de febrero de 300 mm (Tainan), fase 3 y 4[102]

Fábricas planeadas a partir de 2021:
- Arizona (EE. UU.), en construcción en noviembre de 2021, se prevé que use el proceso de 5 nm.[103]
- Kumamoto (Japón), innovación planificada en 2021, prevista para usar el proceso de 22 nm y 28 nm.[50]

TSMC tiene cuatro fábricas de etapa final en funcionamiento: Advanced Backend Fab 1 (Hsinchu), ABF 2 (Tainan), ABF 3 (Ciudad de Taoyuan) y ABF 5 (Taichung).
En 2020, TSMC anunció una fábrica planificada en Phoenix, Arizona, EE. UU., con la intención de comenzar la producción para 2024 a una tasa de 20,000 obleas por mes. A partir de 2020, TSMC anunció que traería su proceso de 5 nm más nuevo a las instalaciones de Arizona, una ruptura significativa con su práctica anterior de limitar las fábricas de EE. UU. a tecnologías más antiguas. Sin embargo, la planta de Arizona no estará plenamente operativa hasta 2024, cuando se proyecta que el proceso de 5 nm sea reemplazado por el proceso de 3 nm de TSMC como la última tecnología. En el momento del lanzamiento, será la fábrica más avanzada de los Estados Unidos. TSMC planea gastar $12 mil millones en el proyecto durante ocho años, a partir de 2021. Creará 1,900 puestos de trabajo de forma directa.
La inversión de 9,400 millones de USD para construir su tercera planta de fabricación de obleas de 300 mm en el Parque Científico de Taiwán Central (Fab 15) se anunció originalmente en 2010. Se esperaba que la instalación fabricara más de 100,000 obleas al mes y generara 5,000 millones de dólares estadounidenses al año en ingresos. TSMC ha seguido expandiéndose avanzado 28 capacidad de fabricación nm en Fab 15.
El 12 de enero de 2011, TSMC anunció la adquisición de un terreno de Powerchip Semiconductor por NT$2,900 millones (US$ 96 millones) para construir dos fábricas adicionales de 300 mm (Fab 12B) para hacer frente a la creciente demanda mundial.

### Filial de WaferTech
WaferTech, una subsidiaria de TSMC, es una fundición de semiconductores de juego puro que emplea a 1,100 trabajadores, ubicada en Camas, Washington, Estados Unidos, la segunda fundición de juego puro más grande de los Estados Unidos. El más grande es GlobalFoundries Fab 8 en Malta, Nueva York, que emplea a más de 3,000 trabajadores con más de 278,709 m² bajo un mismo techo.
WaferTech se estableció en junio de 1996 como una empresa conjunta con TSMC, Altera, Analog Devices e ISSI como socios clave. Las cuatro empresas y los inversionistas individuales menores colocaron USD 1200 millones en esta empresa, que en ese momento era la mayor inversión individual en el estado de Washington. La empresa inició la producción en julio de 1998 en su planta de fabricación de semiconductores de 200 mm. Su primer producto fue una pieza de 0,35 micrómetros para Altera.
TSMC compró a los socios de la empresa conjunta en 2,000 y adquirió el control total, operándolo como una subsidiaria de propiedad total.
WaferTech tiene su sede en Camas, 32 km (19,9 mi) fuera de Portland, Oregón. El campus de WaferTech contiene un 9,3 ha (23,0 acre) complejo ubicado en 105 ha (259,5 acre). La instalación de fabricación principal consta de 12 000 m² (129 167 ft²)   Planta de fabricación de obleas de 200 mm.
En 2015, el Dr. Tsung Kuo fue nombrado presidente de la compañía y director de fabricación de WaferTech.

### Filial Conjunta en Alemania de ESMC
En agosto de 2023, TSMC comprometio 3,5 billones de Euros a una fábrica de 10 000 billones de Euros en Dresde, Alemania con la participación de Robert Bosch GmbH, Infineon Technologies, y NXP Semiconductors y una subvención de 5 billones de Euros del Gobierno Alemán, gracias al impulso de la ingeniera española entences presidente de TSMC Europa Maria Marced, a cambio de una mayoría del 70% en la resultante Empresa Europea de Fabricación de Semiconductores (ESMC). El 20 de agosto de 2024 se hizo en Dresde la ceremonia de 'primera piedra' con la presencia de la presidenta de la Comisión Europea Ursula von der Leyen y el canciller alemán Olaf Scholz 